# Алайие (волость)
Алайие (ест. Alajõe vald) — волость в Естонії, у складі повіту Іда-Вірумаа. Волосна адміністрація розташована в селі Алайие.

## Розташування
Площа волості — 109,61 км², чисельність населення станом на 1 жовтня 2014 року становить 626 осіб.
Адміністративний центр волості — село Алайие. Крім того, на території волості знаходяться ще 6 сіл: Васкнарва, Кар'ямаа, Катазе, Ремніку, Смолнітза, Уускюла.